# Fontaine de Max Ernst
La fontaine de Max Ernst est une fontaine dans la commune d'Amboise, dans le département français d'Indre-et-Loire.
Installée en 1968 sur le mail de la rive gauche de la Loire, cette œuvre de Max Ernst est inscrite comme monument historique en 1987.

## Localisation
La fontaine se trouve sur le quai Charles-de-Gaulle, entre les voies de circulation et la Loire, à l'entrée orientale du mail.

## Histoire
En 1954, Max Ernst s'installe à Huismes (Indre-et-Loire, France). Quatre ans plus tard, il obtient la nationalité française grâce à l'intervention de Michel Debré. Ce dernier devient maire d'Amboise en 1966 et en 1968, Max Ernst, pour le remercier, offre à sa ville la composition de plusieurs œuvres en forme de fontaine que Debré lui a commandée.
Cette fontaine est inscrite comme monument historique par arrêté du 9 juillet 1987.

## Description
Max Ernst a intitulé son oeuvre : Aux Cracheurs, au Drôle, au Génie. La fontaine se compose d'une structure en pierre pouvant accueillir des œuvres en bronze existantes et déjà exposées par ailleurs.
Le bassin circulaire est décoré sur son pourtour de six tortues et de grenouilles stylisées en bronze. Au centre, un génie en bronze domine la composition avec à ses pieds une autre tortue. D'autres bronzes prennent place sur des supports émergeant du bassin. Ces bronzes sont coulés à la fonderie Susse.
Une partie des bronzes a fait l'objet de vols en 1984 et a été remplacée par des reproductions en résine.

## Pour en savoir plus